# 577-ма фольксгренадерська дивізія (Третій Рейх)
577-ма фольксгренадерська дивізія (Третій Рейх) (нім. 577. Volksgrenadier-Division) — піхотна дивізія народного ополчення (фольксгренадери) вермахту за часів Другої світової війни.

## Історія
577-ма фольксгренадерська дивізія сформована 25 серпня 1944 року в ході 32-ї хвилі мобілізації силами IX військового округу на території окупованої Данії поблизу міста Орхус. Але вже 17 вересня 1944 року її частини пішли на доукомплектування 47-ї фольксгренадерської дивізії.

## Райони бойових дій
- Данія (серпень — вересень 1944)

## Командування

### Склад
| 1944                                      |
| ----------------------------------------- |
| 1189-й гренадерський полк                 |
| 1190-й гренадерський полк                 |
| 1191-й гренадерський полк                 |
| 1577-й артилерійський полк                |
| 1577-ма рота зв'язку                      |
| 1577-ме дивізійне управління забезпечення |